# El Jijiri
El Jijiri är en ort i Mexiko.   Den ligger i kommunen Navojoa och delstaten Sonora, i den nordvästra delen av landet, 1 400 km nordväst om huvudstaden Mexico City. El Jijiri ligger 52 meter över havet och antalet invånare är 461.
Terrängen runt El Jijiri är platt. Runt El Jijiri är det ganska glesbefolkat, med 36 invånare per kvadratkilometer. Närmaste större samhälle är Navojoa, 14,8 km sydväst om El Jijiri. I omgivningarna runt El Jijiri växer huvudsakligen savannskog.